# Autocontrole
Autocontrole ou autocontrolo é a capacidade de controlar as emoções e os desejos, é a capacidade de gestão de uma pessoa para o seu futuro. Numa perspectiva behaviorista, o autocontrole corresponde a respostas controladoras aprendidas progressivamente além da seleção dos estímulos e suas contingências. Segundo Burrhus Frederic Skinner (1904–1990) nenhum místico ou asceta deixou de controlar o mundo em seu redor, controla-o para controlar a si mesmo ainda que seja escolhendo um estilo de vida próprio pois segundo Skinner não podemos escolher um gênero de vida no qual não haja controle, podemos tão-só mudar as condições controladoras.
Contudo como pondera o próprio Skinner (2003) ao dar ênfase ao poder controlador das variáveis externas, deixamos o organismo em uma posição peculiarmente desamparada limitado ao que parece ser apenas um "repertório" (um inventário de comportamentos ou etograma diriam os etólogos) de ações mais ou menos prováveis, à medida que o ambiente se altera. Por outro lado reconhece-se a “liberdade”, livre-arbítrio ou certo grau de "autodeterminação" da conduta ao menos como cita Skinner no comportamento criador do artista, do cientista, no comportamento auto-exploratório do escritor, na autodisciplina do asceta ou, com freqüência, quando a resposta de um  indivíduo tem conseqüências que provocam conflitos, ou seja, quando tem como contingência tanto o reforço positivo, quanto negativo ou punição.
Segundo esse autor, o indivíduo vem a controlar parte de seu próprio comportamento quando emite uma  resposta controladora que pode manipular qualquer das variáveis das quais a resposta controlada é função; a resposta controladora afeta variáveis de maneira a mudar a probabilidade da resposta a ser controlada. Sabemos pois que o organismo pode tomar a resposta punida menos provável alterando as variáveis das quais é função. Qualquer comportamento que consiga fazer isso será automaticamente reforçado. Denominamos autocontrole estes comportamentos. (Skinner, 2003)

## Ver também

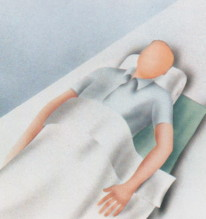
O treinamento autógeno possui características semelhantes às técnicas de meditação.